# Kristi Noem
Kristi Noem (hay Kristi Lynn Noem; /noʊm/; nhũ danh Arnold; sinh ngày 30 tháng 11 năm 1971), người Mỹ gốc Na Uy, là một nữ chính trị gia Hoa Kỳ. Bà hiện là Thống đốc thứ 33 và hiện tại của tiểu bang South Dakota kể từ năm 2019. Bà nguyên là Hạ nghị sĩ Hạ viện Hoa Kỳ đại diện cho khu vực Quốc hội chung của South Dakota từ năm 2011 đến năm 2019; Hạ nghị sĩ Hạ viện South Dakota đại diện khu vực thứ sáu từ năm 2007 đến năm 2011. Bà đã vượt qua cuộc tổng tuyển cử tiểu bang, được bầu làm Thống đốc vào năm 2018 và là nữ Thống đốc đầu tiên của South Dakota.
Kristi Noem là Đảng viên Đảng Cộng hòa, học vị Cử nhân Khoa học chính trị, chính trị gia bảo thủ. Bà có quan điểm cứng rắn, hành động thực hiện các chính sách phe Cộng hòa về sử dụng vũ khí, sức khỏe, LGBT, cấm phá thai. Trong Đại dịch COVID-19 ở South Dakota, bà đóng vai trò là người chỉ huy chống dịch của tiểu bang, đã gặp nhiều vấn đề từ xã hội. Bà không thực hiện các quy định về khẩu trang, không ra lệnh lưu trú tại nhà, thường xuyên đặt ra nghi ngờ về hiệu quả của việc đeo khẩu trang, khuyến khích các cuộc tụ tập đông người mà không có sự giãn cách xã hội hoặc đeo khẩu trang, từ chối lời khuyên của các chuyên gia y tế công cộng. Tiểu bang South Dakota từng chạm mốc có tỷ lệ ca nhiễm xếp thứ hai toàn Hoa Kỳ.

## Xuất thân và giáo dục

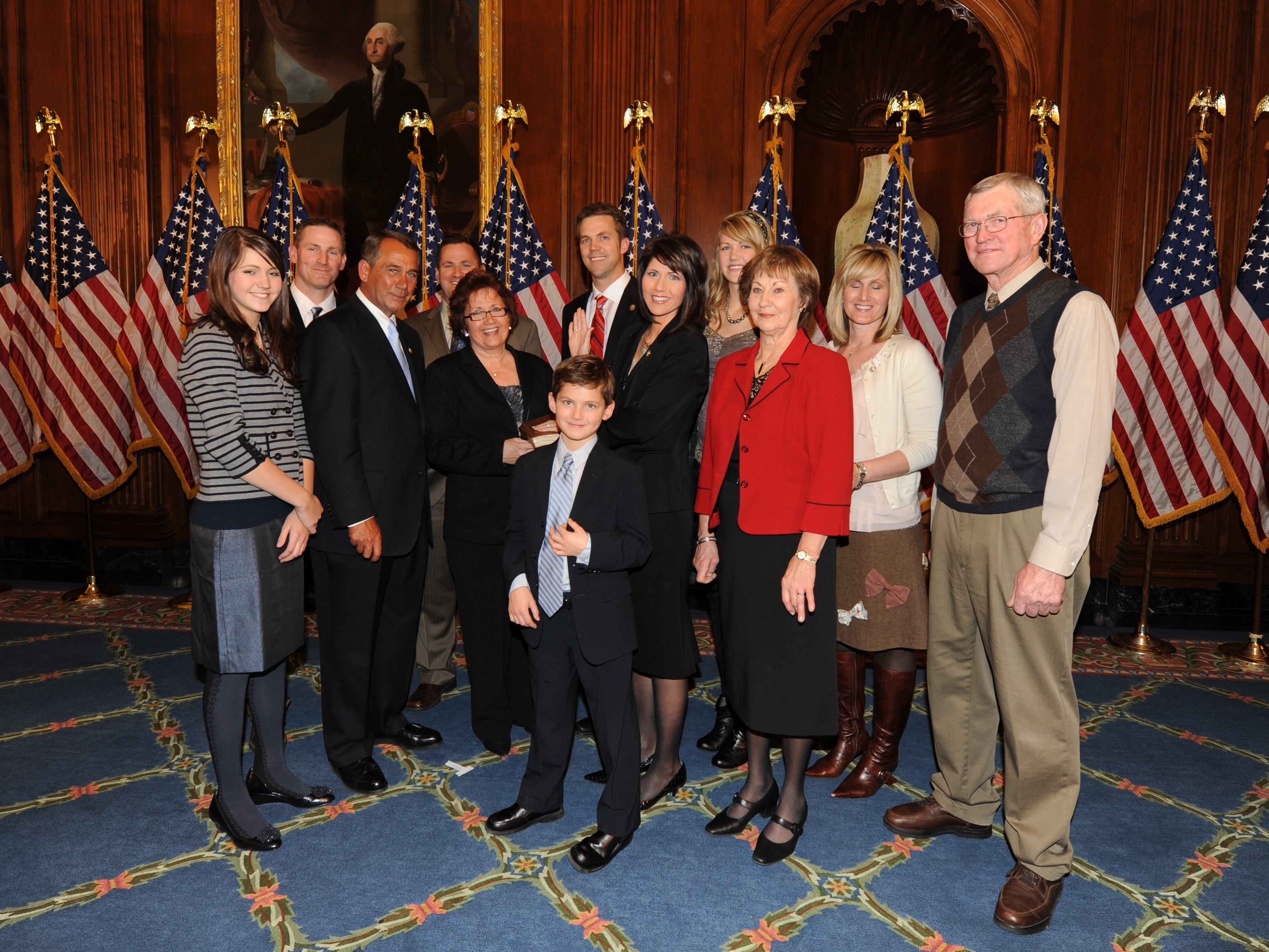
Kristi Noem và gia đình năm 2011.

Kristi Noem sinh ra ở thành phố Watertown, quận Codington, South Dakota, Hoa Kỳ, tên khai sinh là Kristi Lynn Arnold, là con gái của Ron D. Arnolds và Corinne Arnold, lớn lên cùng các anh chị em trong trang trại của gia đình ở vùng nông thôn quận Hamlin, South Dakota. Gia đình có tổ tiên là người Na Uy. Bà tốt nghiệp Trường Trung học Hamlin vào năm 1990, và giành được danh hiệu hoa khôi Nữ hoàng tuyết South Dakota (South Dakota Snow Queen), đây được xem như là một kỷ niệm, kinh nghiệm đã giúp bà trau dồi kỹ năng nói trước đám đông từ thời thanh niên. Sau khi tốt nghiệp trung học, bà đăng ký học tại Đại học Northern State ở thành phố Aberdeen, quận Brown, South Dakota. Năm 1993, ở tuổi 22, bà rời trường đại học để giúp điều hành trang trại của gia đình sau khi bố cô qua đời trong một vụ tai nạn máy móc nông trại. Bà đã dựng thêm một nhà nghỉ săn bắn và nhà hàng ở trang trại, cùng tất cả các anh chị em đã chuyển về để giúp mở rộng hoạt động kinh doanh. Sau cái chết của bố, bà ngừng theo học đại học toàn thời gian nhưng sau đó tham gia các lớp học tại khuôn viên Watertown của Cao đẳng Mount Marty và tại Đại học Bang South Dakota và các lớp học trực tuyến của Đại học South Dakota.
Sau khi được bầu vào Quốc hội, Kristi Noem tiếp tục con đường học vấn của mình, tham gia các khóa học trực tuyến. Washington Post mệnh danh bà là thực tập sinh quyền lực nhất của Capitol Hill vì đã nhận được chứng chỉ thực tập đại học khi đang giữ vị trí Hạ nghị sĩ Hoa Kỳ. Bà lấy bằng CỬ NHÂN KHOA HỌC CHÍNH TRỊ tại Đại học Bang South Dakota vào năm 2012.

## Sự nghiệp

### Hạ nghị sĩ South Dakota
Năm 2006, Kristi Noem giành được một ghế trong Hạ viện South Dakota khi chiến thắng với 39% phiếu bầu đại diện cho khu vực thứ sáu, bao gồm các phần của quận Beadle, Clark, Codington, Hamlin và Kingsbury, nhưng không bao gồm thành phố quê nhà Watertown. Năm 2008, bà tái đắc cử nhiệm kỳ thứ hai với 41% phiếu. Kristi Noem phục vụ trong bốn năm, từ 2007 đến 2010; là Trợ lý Lãnh đạo Đa số trong Hạ viện. Trong năm 2009 và 2010, bà đã tài trợ cho các dự luật để giảm độ tuổi đi học bắt buộc ở South Dakota xuống 16, sau khi nó được nâng lên 18 vào năm 2008, lập luận rằng yêu cầu đi học cho đến 18 tuổi không được chứng minh là cải thiện tỷ lệ tốt nghiệp. Bà cũng là thành viên trong Ủy ban Các vấn đề tiểu bang và Ủy ban Thuế.

### Hạ nghị sĩ Hoa Kỳ

#### Tranh cử

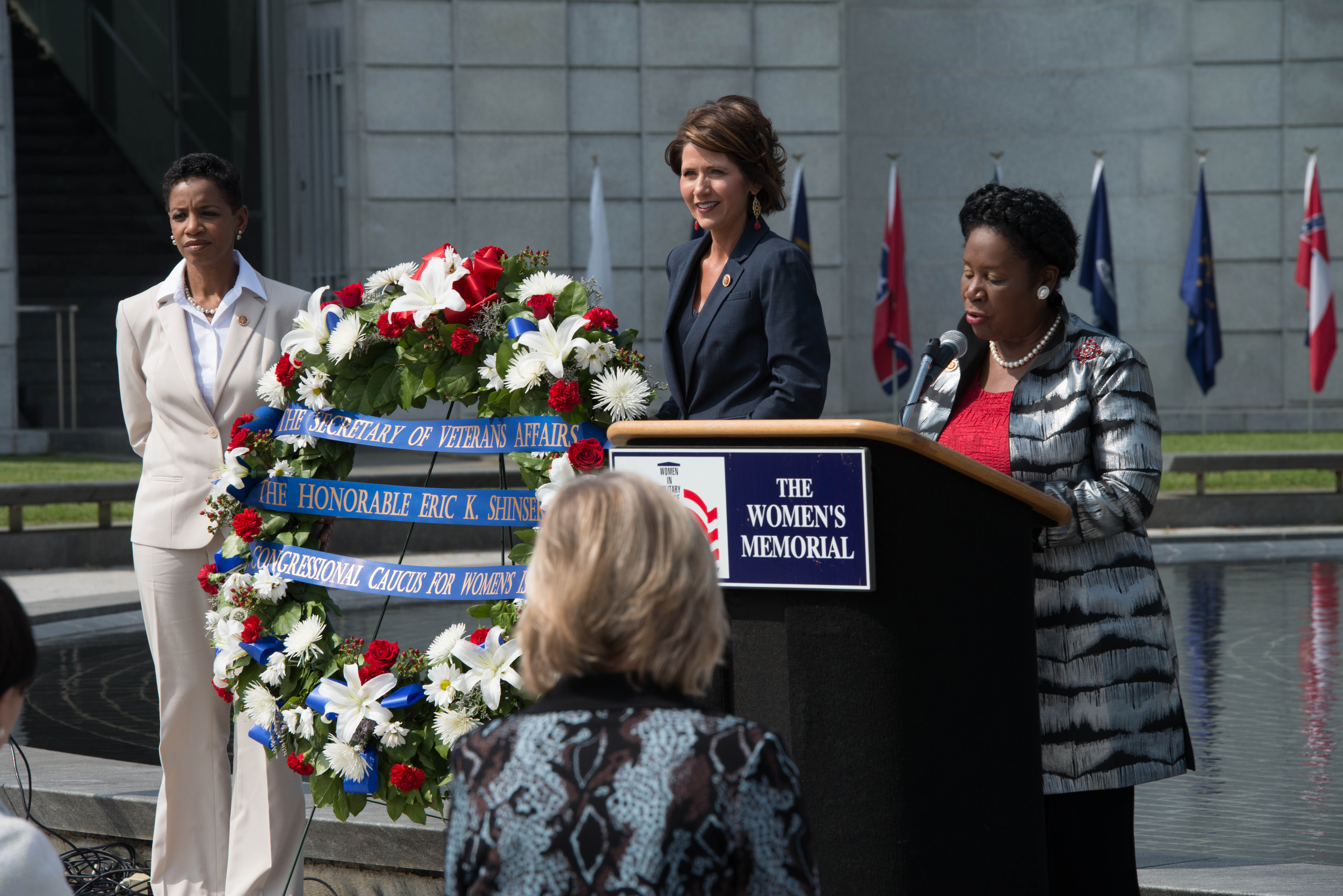
Kristi Noem kỷ niệm ngày phụ nữ năm 2013.

Năm 2010, Kristi Noem tranh cử vị trí đại diện South Dakota trong Hạ viện Hoa Kỳ. Bà đã giành chiến thắng trong cuộc bầu cử sơ bộ của Đảng Cộng hòa với đa số 42% phiếu bầu, vượt qua Tổng thư ký South Dakota Chris Nelson và Hạ nghị sĩ bang Blake Curd. Các đối thủ chính của bà đã tán thành bà trong cuộc tổng tuyển cử. Tại tổng tuyển cử, đối thủ của bà là nữ Dân biểu đương nhiệm của Đảng Dân chủ Stephanie Herseth Sandlin. Theo The Washington Post, Stephanie Herseth Sandlin và Kristi Noem là ngôi sao đang lên ở hai đảng tại South Dakota với độ tuổi tương đương. Chung cuộc, Kristi Noem đã đánh bại Herseth Sandlin với tỷ lệ 48–46%. Kristi Noem tiếp tục tái đắc cử nhiệm kỳ thứ hai, đánh bại ứng viên Đảng Dân chủ Matthew Varilek với tỷ lệ 57–43%; tái đắc cử nhiệm kỳ thứ ba, đánh bại ứng viên Đảng Dân chủ Corinna Robinson với tỷ lệ 67–33%; tái đắc cử nhiệm kỳ thứ tư, đánh bại đảng viên Đảng Dân chủ Paula Hawks, tỷ lệ 64–36%.

#### Nhiệm kỳ
Kristi Noem là người phụ nữ thứ tư đại diện cho South Dakota tại Quốc hội Hoa Kỳ. Bà và Thượng nghị sĩ Tim Scott của South Carolina đã được bầu bởi sự hoan nghênh của nhóm 87 Hạ nghị sĩ năm nhất của Đảng Cộng hòa tại Hạ viện năm 2011 để làm liên lạc viên cho ban lãnh đạo Đảng Cộng hòa tại Hạ viện, đưa bà trở thành thành viên phụ nữ thứ hai trong ban lãnh đạo của Đảng Cộng hòa Hạ viện. Theo The Hill, vai trò của bà là thúc đẩy ban lãnh đạo cắt giảm đáng kể chi tiêu của Chính phủ Liên bang và giúp Chủ tịch Hạ viện John Boehner quản lý kỳ vọng của lớp Hạ nghị sĩ năm nhất. Vào tháng 3 năm 2011, Hạ nghị sĩ Đảng Cộng hòa Pete Sessions của Texas đã chỉ định Kristi Noem là một trong 12 Giám đốc khu vực của Ủy ban Quốc hội Đảng Cộng hòa toàn quốc trong chiến dịch bầu cử năm 2012.

#### Về thuế quan
Vào năm 2018, Kristi Noem được cho là đã thuyết trình ý tưởng với các thành viên Freedom Caucus ở Hạ viện, đề xuất dự luật thuế bán hàng trực tuyến của bà vào gói tài trợ của chính phủ như một phần của một dự luật có nhiều mục. Thời kỳ này, một vụ kiện đang được xem xét tại Tòa án Tối cao South Dakota liên quan đến việc yêu cầu một số nhà bán lẻ ngoài, về việc tiểu bang thu thuế bán hàng của họ. Kristi Noem nói rằng các doanh nghiệp South Dakota và các doanh nghiệp mở rộng trên toàn quốc có thể bị buộc phải tuân thủ 1.000 cấu trúc thuế khác nhau trên cả nước mà không có các công cụ cần thiết để làm như vậy, đồng thời nói thêm rằng dự luật của bà cung cấp một bản sửa lỗi cần thiết trong hoàn cảnh đó. Bà gọi nợ công Hoa Kỳ là một trong những vấn đề quan trọng nhất mà Quốc hội phải đối mặt, yêu cầu tổng chi tiêu cho bất kỳ năm tài chính nào không được vượt quá tổng thu. Bà trích dẫn Cơ quan Bảo vệ Môi trường, Bộ Cựu chiến binh, Medicaid, các dự án đường sắt cao tốc, mua bán phát thải, hỗ trợ, và trợ cấp cho hệ thống vận chuyển nhanh Washington Metro là ví dụ về các chương trình liên bang mà bà muốn cắt giảm; chỉ ra rằng bà sẽ bỏ phiếu để nâng giới hạn chi tiêu liên bang, muốn loại bỏ thuế thừa kế, giảm thuế suất doanh nghiệp và đơn giản hóa bộ luật thuế. Bà cũng cho biết sẽ không tăng thuế để cân đối ngân sách.

#### Về xã hội

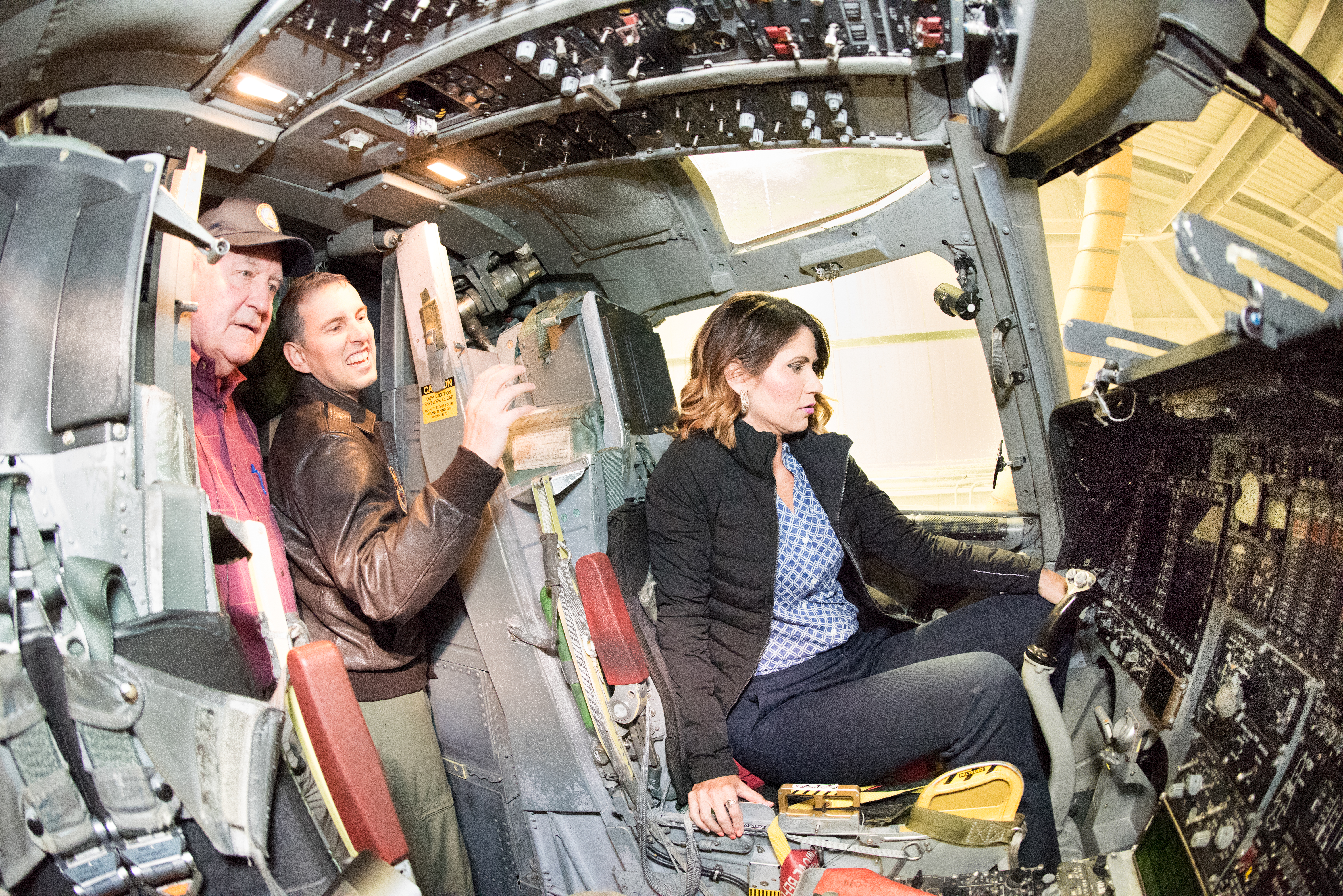
Kristi Noem và Bộ trưởng Nông nghiệp Tom Vilsack (bên trái) tại máy bay ném bom hạng nặng Rockwell B-1 Lancer năm 2017.

Kristi Noem thúc đẩy luật chống buôn người và nô lệ tình dục. Về sức khỏe: bà phản đối Obamacare và đã bỏ phiếu để bãi bỏ nó. Sau khi tìm cách bãi bỏ không thành công, bà đã tìm cách xóa bỏ đạo luật này trong khi vẫn duy trì các biện pháp như Đạo luật Cải thiện chăm sóc sức khỏe thổ dân Mỹ (Indian Health Care Improvement Act), điều khoản cho phép cha mẹ giữ con cái của họ theo kế hoạch bảo hiểm y tế của họ ở độ tuổi 20 và các nhóm rủi ro cao. Các điều khoản mới mà bà muốn thêm vào luật liên bang bao gồm các giới hạn về các vụ kiện sơ suất y tế và cho phép bệnh nhân mua các chương trình bảo hiểm y tế từ các tiểu bang khác. Bà ủng hộ việc cắt giảm Medicaid do Chủ tịch Ủy ban Ngân sách Đảng Cộng hòa Paul Ryan đề xuất, sẽ làm giảm 55% lợi ích cho những người nhận Medicaid ở South Dakota. Kristi Noem là người ủng hộ nhóm chống phá thai, từng tuyên bố rằng bà hy vọng sẽ duy trì thành tích bỏ phiếu chống phá thai 100%. Bà cũng phản đối hôn nhân đồng giới, và năm 2015 tuyên bố rằng không đồng ý với án lệ Obergefell v. Hodges của Tòa án Tối cao về việc đưa ra phán quyết các lệnh cấm hôn nhân đồng giới là vi hiến.
Kristi Noem ủng hộ Đường ống dẫn dầu Keystone XL và hứa sẽ tiếp tục làm việc để xây dựng nó sau khi Thượng viện Hoa Kỳ bỏ phiếu chống luật thúc đẩy đường ống này thông qua Quốc hội. Bà đã giúp Hạ viện thông qua luật vào ngày 14 tháng 11 năm 2014. Bà phản đối một dự luật do Thượng nghị sĩ Tim Johnson đưa ra về việc chỉ định trên 48.000 mẫu Anh (190 km2) của Đồng cỏ Quốc gia Buffalo Gap là vùng hoang dã được bảo vệ. Bà chỉ ra rằng đất đã được quản lý như những khu vực không có đường tương tự như vùng hoang dã và lập luận rằng việc chỉ định đất thành vùng hoang dã sẽ hạn chế hơn nữa quyền tiếp cận của người thuê đối với đất và xâm phạm quyền chăn thả.
Về quyên góp: trong các thời kỳ tại Hạ viện, Kristi Noem đã quyên góp được 56% từ các cá nhân và 44% từ các ủy ban hành động chính trị. Vào ngày 8 tháng 3 năm 2011, bà tuyên bố thành lập một ủy ban hành động chính trị lãnh đạo là KRISTI PAC, sử dụng PAC để thanh toán chi phí và hỗ trợ các ứng cử viên Đảng Cộng hòa khác. Cựu Phó Thống đốc South Dakota Steve Kirby là thủ quỹ của nhóm. Kristi Noem là một trong những Hạ nghị sĩ năm nhất của Đảng Cộng hòa dẫn đầu trong việc gây quỹ PAC trong quý đầu tiên của năm 2011, huy động được 169.000 USD từ PAC và tổ chức ít nhất 10 cuộc gây quỹ ở Washington. Bà tuyên bố không có kế hoạch tham gia phiên họp kín Congressional caucus Tea Party Caucus.

#### Về quốc tế

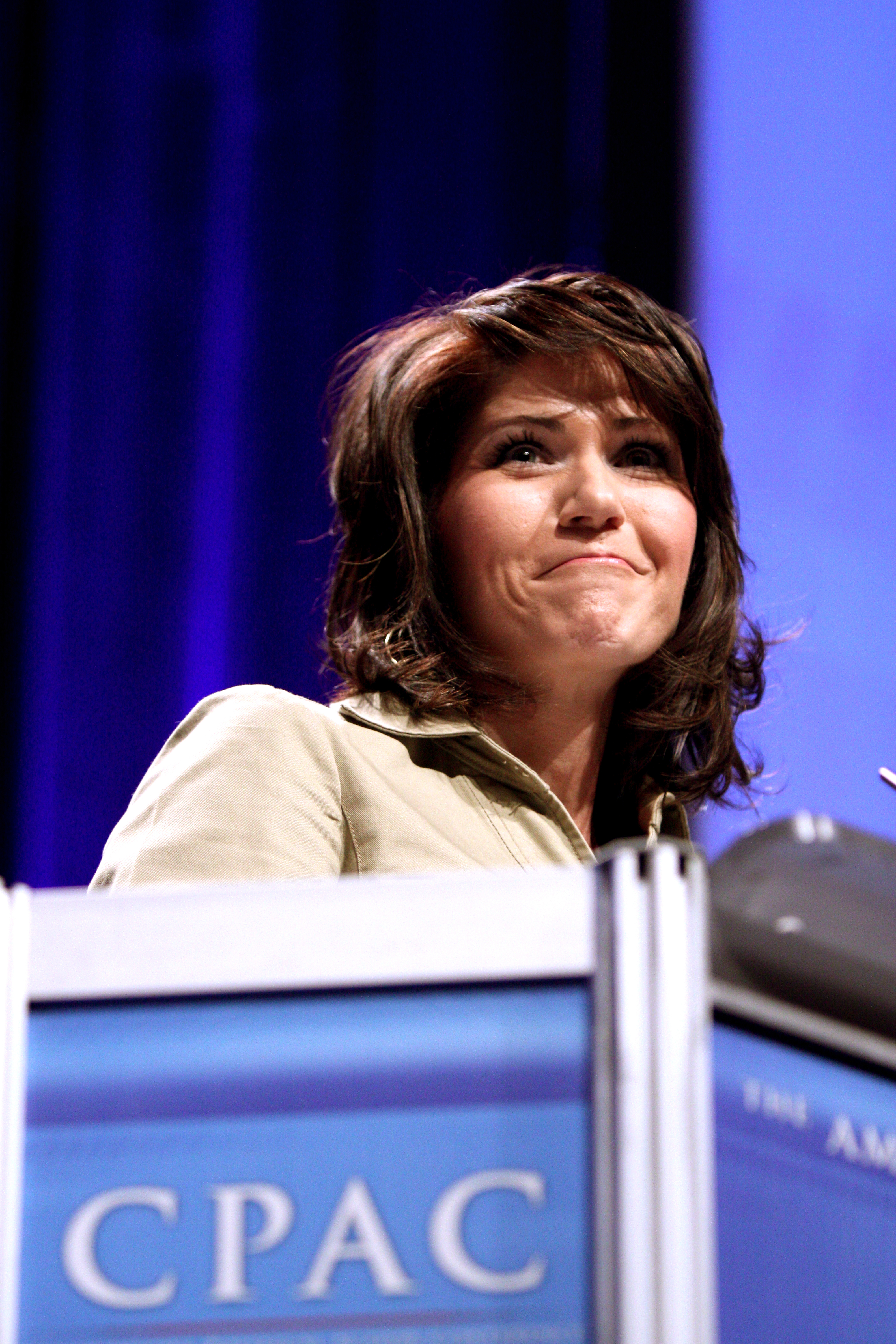
Kristi Noem phát biểu CPAC 2011.

Về biến đổi khí hậu: năm 2010, Kristi Noem đã bỏ phiếu ủng hộ đạo luật phủ nhận biến đổi khí hậu quy định rằng biến đổi khí hậu phải được giảng dạy trong các trường học như một lý thuyết khoa học hơn là một thực tế đã được chứng minh. Bà yêu cầu học sinh phải được hướng dẫn rằng có nhiều loại khí hậu, khí tượng, chiêm tinh, động lực học, nhiệt học, vũ trụ học và sinh thái học có thể ảnh hưởng đến các hiện tượng thời tiết trên thế giới; ý nghĩa cũng như tính tương hỗ của những yếu tố này phần lớn là suy đoán. Về năng lượng: bà cho rằng Mỹ phải chấm dứt sự phụ thuộc vào dầu mỏ nước ngoài; để đạt được mục tiêu đó, Quốc hội nên khuyến khích bảo tồn các nguồn tài nguyên hiện có. Bà ủng hộ việc tiếp tục trợ cấp ethanol có lợi cho tiểu bang của bà và phản đối việc chấm dứt trợ cấp liên bang cho các công ty dầu mỏ. Bà hỗ trợ khoan dầu xa bờ, đồng tài trợ ba dự luật mà bà cho rằng sẽ làm giảm sự phụ thuộc của Mỹ vào dầu nước ngoài bằng cách chấm dứt lệnh cấm khoan nước sâu năm 2010 của Hoa Kỳ ở Vịnh Mexico và mở lại hoạt động bán dầu cho thuê ở Vịnh và ngoài khơi Virginia. Vào năm 2011, bà đã tài trợ một biện pháp ngăn chặn nguồn tài trợ của Cục Bảo vệ Môi trường đối với các tiêu chuẩn ô nhiễm không khí chặt chẽ hơn đối với các hạt thô.
Về quốc tế: Kristi Noem ủng hộ cuộc can thiệp quân sự do NATO dẫn đầu vào cuộc nội chiến Libya năm 2011, nhưng đặt câu hỏi liệu Hoa Kỳ có can thiệp để bảo vệ dân thường, hay liệu Quân đội Hoa Kỳ có cố gắng loại bỏ nhà lãnh đạo Libya lúc đó là Muammar Gaddafi hay không. Vào tháng 3 năm 2011, bà kêu gọi Tổng thống Obama cung cấp thêm thông tin về vai trò của Mỹ trong cuộc xung đột, cho rằng những tuyên bố của ông là mơ hồ và không rõ ràng. Bà ủng hộ Sắc lệnh 13769 năm 2017 của Tổng thống Donald Trump, trong đó đình chỉ chương trình tị nạn của Hoa Kỳ trong 120 ngày và cấm tất cả các công dân của bảy quốc gia đa số người Hồi giáo đến Hoa Kỳ trong 90 ngày. Bà ủng hộ lệnh cấm tạm thời chấp nhận người tị nạn từ các khu vực bị khủng bố quản lý, nhưng không đề cập đến các khía cạnh khác của lệnh này, dẫn đến việc giam giữ những cư dân hợp pháp của Hoa Kỳ như người có thẻ xanh và những người mang hai quốc tịch khi họ trở lại đất nước sau khi lệnh ban hành.

## Thống đốc South Dakota

### Tranh cử
Vào ngày 14 tháng 11 năm 2016, Kristi Noem thông báo rằng bà sẽ không tái tranh cử vào Quốc hội mà thay vào đó sẽ tranh cử Thống đốc South Dakota vào năm 2018. Bà đã đánh bại Tổng Chưởng lý South Dakota đương nhiệm Marty Jackley trong cuộc bầu cử sơ bộ ngày 5 tháng 6, với tỷ lệ 56–44%, và đánh bại ứng cử viên Đảng Dân chủ Billie Sutton trong cuộc tổng tuyển cử với tỷ lệ 51,0–47,6%.

### Nhiệm kỳ

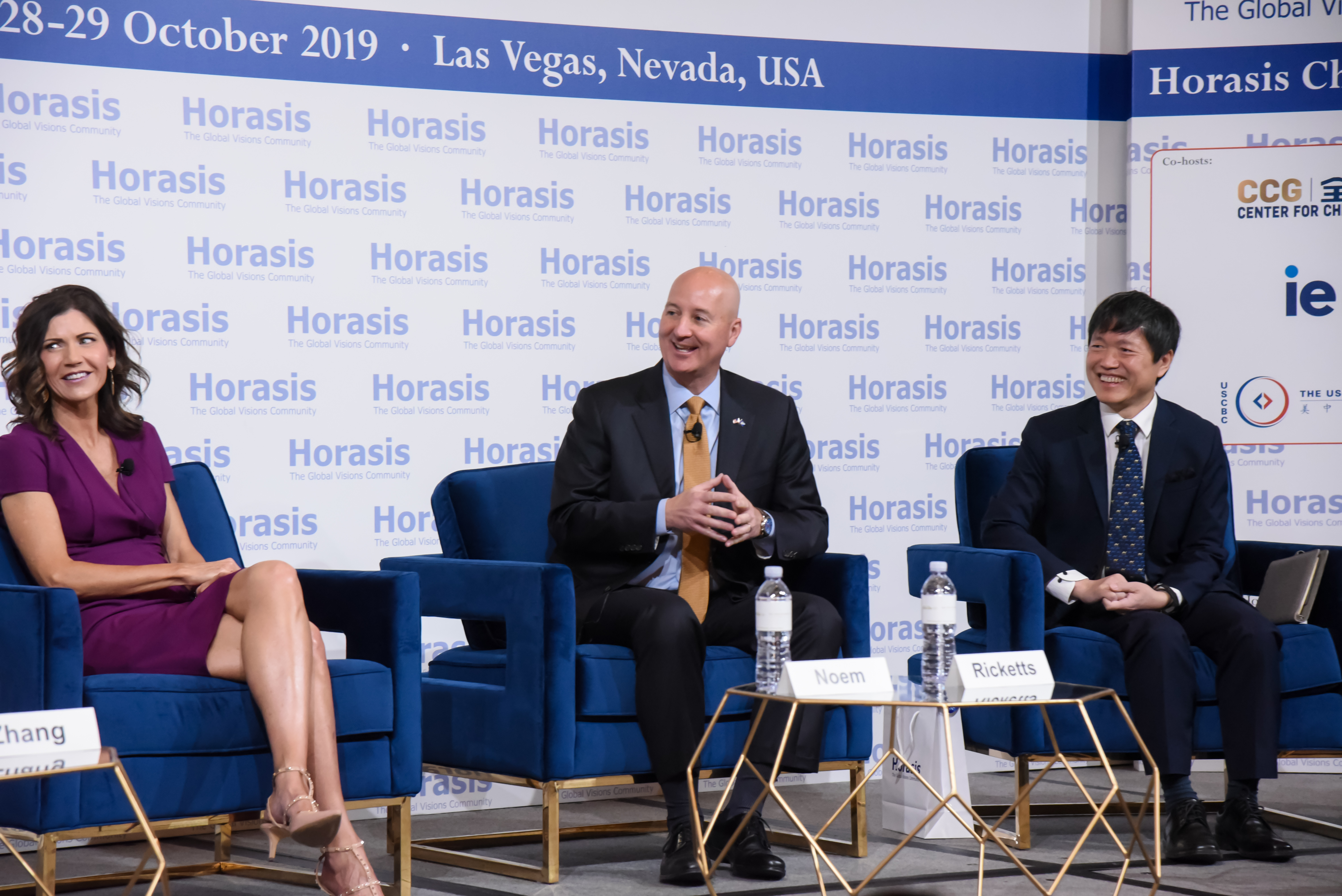
Kristi Noem và Thống đốc Nebraska Pete Ricketts tại Diễn đàn Las Vegas 2019.

Kristi Noem tuyên thệ nhậm chức Thống đốc South Dakota vào ngày 5 tháng 1 năm 2019. Bà là người phụ nữ đầu tiên trong lịch sử tiểu bang South Dakota giữ chức vụ đó. Vào ngày 31 tháng 1 năm 2019, bà đã ký một dự luật thành luật bãi bỏ yêu cầu giấy phép mang theo một khẩu súng ngắn giấu kín. Là một phần của Sáng kiến Gia đình Trên hết (Family First Initiative), bà hứa sẽ bảo vệ quyền tự do tôn giáo và hôn nhân truyền thống. Bà mô tả hôn nhân là sự kết hợp do Chúa ban cho giữa một người đàn ông và một người phụ nữ và coi án lệ Obergefell v. Hodges là một nỗ lực để bịt miệng những người có tín ngưỡng truyền thống. Về phá thai: Kristi Noem đã ký một số dự luật hạn chế phá thai, nói rằng các dự luật sẽ xóa các nhà cung cấp dịch vụ phá thai ở South Dakota bằng cách yêu cầu các nhà cung cấp sử dụng mẫu đơn của tiểu bang mà phụ nữ phải ký trước khi họ có thể kết thúc thai kỳ. Bà cũng nói, Ngày càng có nhiều nghiên cứu y học mạnh mẽ cung cấp bằng chứng cho thấy thai nhi có thể cảm nhận, suy nghĩ và nhận biết âm thanh trong bụng mẹ. Đều là con người, phải được cung cấp những phẩm giá cơ bản như bất kỳ ai khác.
Vào tháng 2 năm 2019, bà nói rằng cuộc chiến thương mại của Chính quyền Trump với Trung Quốc và Liên minh châu Âu đã tàn phá nền kinh tế South Dakota, đặc biệt là ngành nông nghiệp, là ngành công nghiệp lớn nhất của bang. Vào ngày 18 tháng 11 năm 2019, bà đã triển khai một chiến dịch nâng cao nhận thức về ma túy mới có tên "Meth, We're on It". Chiến dịch đã bị chế giễu rộng rãi và bà bị chỉ trích vì sử dụng một công ty ở Minnesota. Sau khi các cử tri chấp thuận một sửa đổi hiến pháp để hợp pháp hóa cần sa giải trí, bà đã thách thức tu chính án này và tìm cách yêu cầu các Tòa án South Dakota hủy bỏ nó. Vào năm 2021, một thẩm phán mà bà bổ nhiệm đã bác bỏ bản sửa đổi.

### Đại dịch COVID-19

#### Giai đoạn đầu

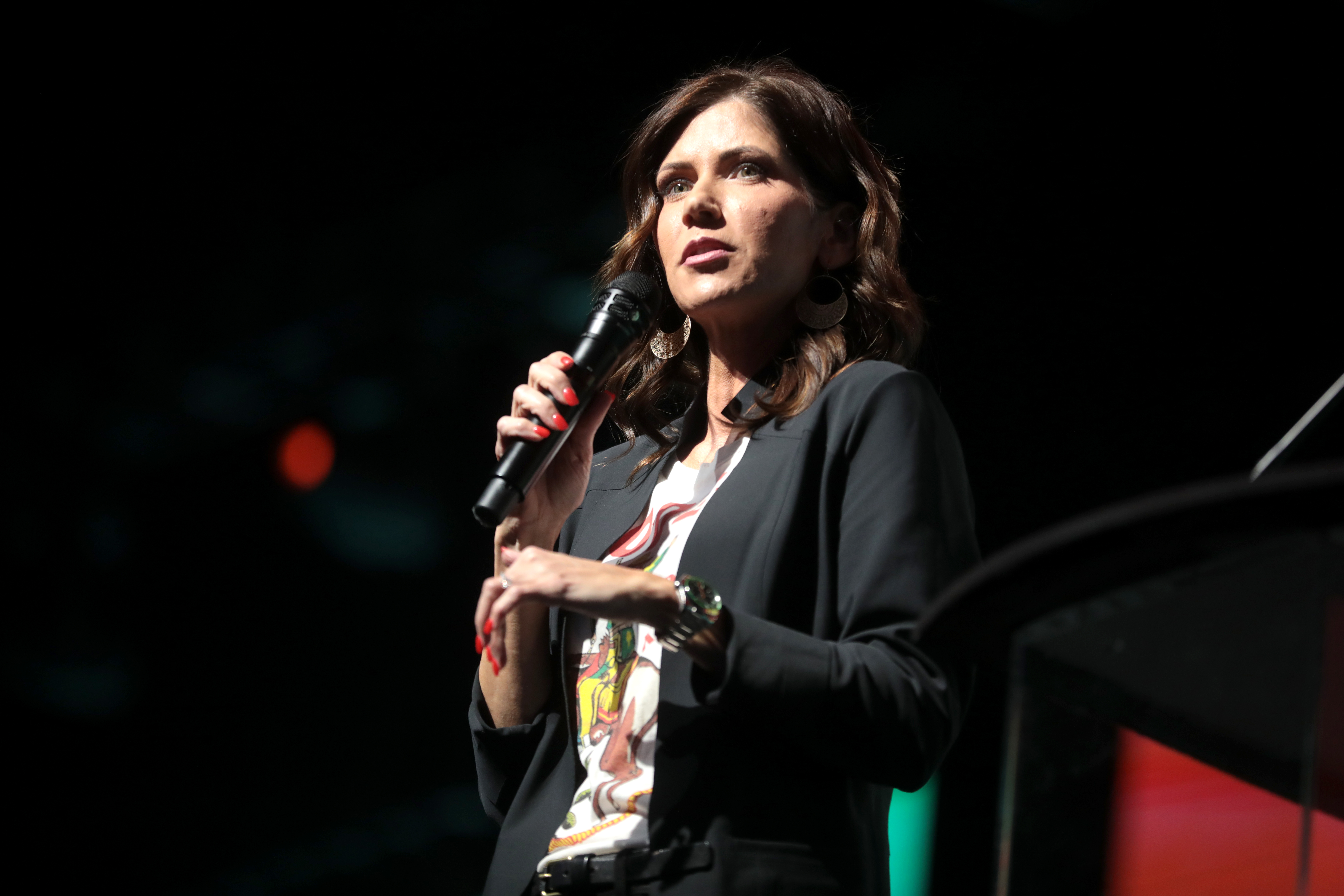
Kristi Noem phát biểu tại Hội nghị Student Action Summit 2019.

Trong Đại dịch COVID-19 ở South Dakota, Kristi Noem là chỉ duy chống dịch tiểu bang, đã thực hiện những biện pháp nhận nhiều chỉ trích từ xã hội. South Dakota xuất hiện một trong những đợt bùng phát lớn nhất Hoa Kỳ. Nhà máy sản xuất Smithfield Foods ở Sioux Falls đã có bốn người chết, với gần 1.300 công nhân và người nhà của họ có kết quả xét nghiệm dương tính. Kristi Noem chỉ ra rằng nhà máy đã hoạt động đầy đủ như một cơ sở sản xuất thực phẩm thiết yếu. Sau đó, 48 công nhân của Smithfield đã phải nhập viện. Đến ngày 6 tháng 4, bà đã ban hành một lệnh hành pháp nói rằng mọi người phải tuân theo hướng dẫn của Trung tâm Kiểm soát và Phòng ngừa Dịch bệnh (CDC); bà cũng ra lệnh cho tất cả mọi người trên 65 tuổi ở quận Minnehaha và Lincoln phải ở nhà trong ba tuần.
Mười sáu tuần sau lệnh hành pháp của Tổng thống Donald Trump về việc cung cấp khoản trợ cấp thất nghiệp hàng tuần lên 300 USD như một phần của phản ứng của Chính phủ Liên bang Hoa Kỳ đối với đại dịch, bà đã chọn không tham gia chương trình, với lý do tỷ lệ thất nghiệp ở tiểu bang thấp. South Dakota là bang duy nhất từ chối hỗ trợ. Tỷ lệ thất nghiệp trong tháng 6 là 7,2%, tăng từ 3,1% trong tháng 3. South Dakota là một trong hai tiểu bang của Hoa Kỳ không cung cấp hỗ trợ tài chính khẩn cấp cho những người thuê nhà trong thời kỳ đại dịch. Kristi Noem ủng hộ sự kiện Sturgis Motorcycle Rally hàng năm, bất chấp cảnh báo từ các chuyên gia, những người cho rằng nó có thể là một khả năng siêu lây nhiễm. Thông báo sức khỏe cộng đồng đã được ban hành cho các tiệm và các cơ sở kinh doanh khác trong khu vực Sturgis. Vào cuối tháng 8, hàng chục trường hợp liên quan đến việc tham dự sự kiện này đã được báo cáo ở một số bang.

#### Quan điểm và hành động

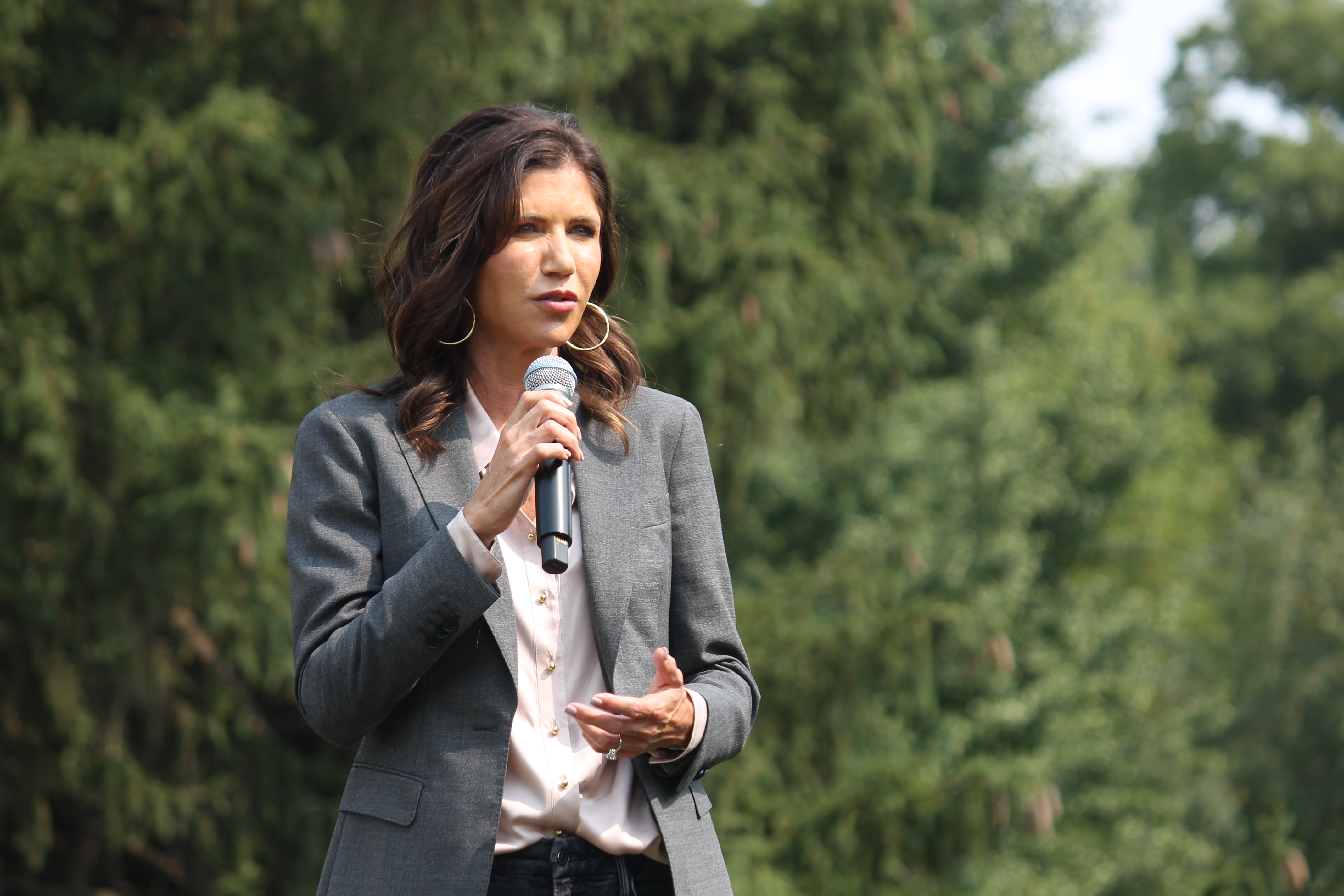
Kristi Noem năm 2020.

Bà không thực hiện các quy định về khẩu trang, thường xuyên đặt ra nghi ngờ về hiệu quả của việc đeo khẩu trang, khuyến khích các cuộc tụ tập đông người mà không có sự giãn cách xã hội hoặc đeo khẩu trang, và từ chối lời khuyên của các chuyên gia y tế công cộng. Tính đến tháng 12 năm 2020, bà là một trong số ít Thống đốc đã không ban hành lệnh lưu trú tại nhà trên toàn tiểu bang hoặc lệnh đeo khẩu trang. Phản ứng của bà được cho là hình ảnh phản ánh lời hùng biện và cách xử lý COVID-19 của Tổng thống Donald Trump. Bà đã được khen ngợi cho phản ứng COVID-19 của mình với bài phát biểu tại Hội nghị Quốc gia Đảng Cộng hòa vào tháng 8 năm 2020, sự kiện này đã nâng tầm quốc gia của bà.
Thời kỳ đầu đại dịch, bà nhấn mạnh vai trò của bang mình trong việc đánh giá hydroxychloroquine, một loại thuốc trị sốt rét chưa được chứng minh về hiệu quả điều trị COVID-19 mà Tổng thống Donald Trump đã quảng cáo. Kristi Noem không đặt ra quy định bắt buộc phải giãn cách xã hội hoặc đeo khẩu trang tại một sự kiện ngày 3 tháng 7 ở Núi Rushmore với sự hiện diện của Tổng thống Donald Trump. Các chuyên gia y tế cảnh báo rằng những cuộc tụ tập đông người mà không có giãn cách xã hội hoặc đeo khẩu trang có nguy cơ ảnh hưởng đến sức khỏe cộng đồng. Bà nghi ngờ các khuyến nghị khoa học về tính hữu dụng của khẩu trang trong việc làm chậm quá trình truyền COVID-19. Trong một bài quan điểm trên Tạp chí Rapid City, bà bảo vệ quan điểm của mình, trích dẫn phân tích của Hiệp hội Bác sĩ và Bác sĩ phẫu thuật Hoa Kỳ, một nhóm nổi tiếng với việc thúc đẩy giả khoa học.
Vào tháng 9, trong bối cảnh gia tăng các ca bệnh mới, Kristi Noem thông báo rằng bà sẽ chi 5,0 triệu USD tài trợ cứu trợ liên bang cho một chiến dịch du lịch của tiểu bang. Bà đã sử dụng 819.000 USD trong số tiền đó để Sở Du lịch của bang chạy một đoạn quảng cáo 30 giây trên Fox News mà bà đã tường thuật trong Hội nghị Quốc gia Đảng Cộng hòa năm 2020. Trong tháng 9, hơn 550 sinh viên bị nhiễm bệnh tại các trường đại học South Dakota; 200 trường hợp khác được báo cáo ở các trường K – 12. Vào tháng 10, South Dakota báo cáo tỷ lệ số ca COVID cao thứ hai của đất nước và các bệnh viện bắt đầu ưu tiên điều trị các ca nghiêm trọng hơn. Vào tháng 2 năm 2021, bà đã ký một dự luật giới hạn trách nhiệm dân sự đối với một số trường hợp phơi nhiễm COVID-19. Dự luật miễn cho các nhà cung cấp dịch vụ chăm sóc sức khỏe và các doanh nghiệp khác, bao gồm cả những doanh nghiệp bán thiết bị bảo vệ cá nhân, khỏi các vụ kiện trừ khi việc phơi nhiễm COVID-19 là kết quả của sự cẩu thả, thiếu thận trọng hoặc cố ý.

### Về chính trị

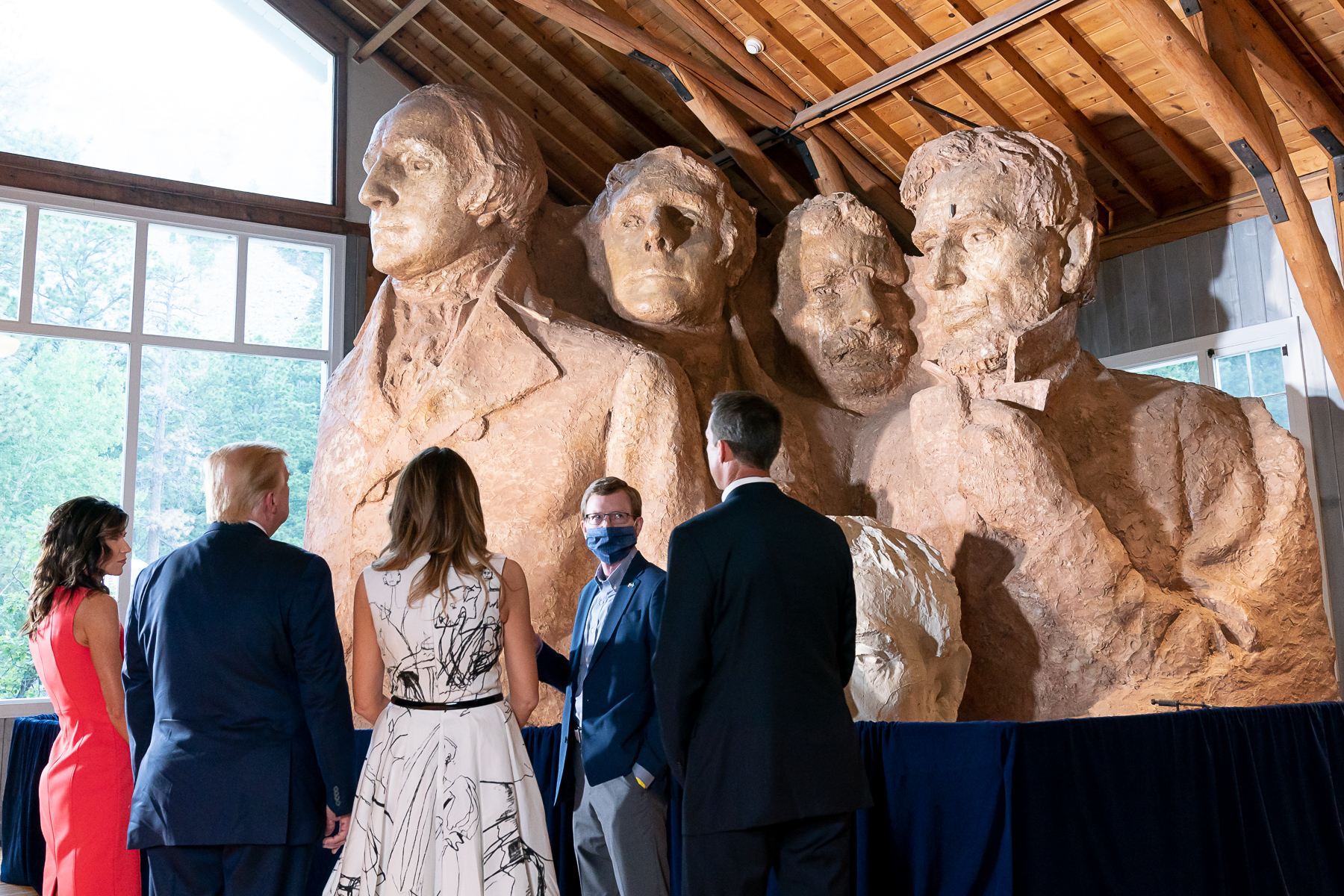
Gia đình Kristi Noem và gia đình Donald Trump trong chuyến thăm Núi Rushmore tại South Dakota 2020.

Vào tháng 5 năm 2019, Noem đề xuất xây hàng rào xung quanh dinh thự của Thống đốc ước tính trị giá khoảng 400.000 USD, nhưng cuối cùng đã rút lại đề xuất. Kristi Noem cáo buộc rằng có gian lận cử tri phổ biến trong cuộc bầu cử Tổng thống năm 2020 sau chiến thắng của Joe Biden. Vào ngày 8 tháng 12, bà ngầm thừa nhận rằng Joe Biden đã thắng khi nhắc đến cum từ Chính quyền Biden trong bài phát biểu về ngân sách tiểu bang hàng năm của mình. Trong kỳ tổng tuyển cử này, bà được chỉ định làm đại cử tri tại South Dakota, nhưng đã rút khỏi nhiệm vụ đó và để Chủ tịch Đảng Cộng hòa South Dakota Dan Lederman thay thế. Vào ngày 14 tháng 12 năm 2020, Lederman, Phó Thống đốc Larry Rhoden và Tổng Chưởng lý Jason Ravnsborg đã bỏ ba phiếu đại cử tri của South Dakota cho các ứng cử viên Đảng Cộng hòa Donald Trump và Mike Pence với tư cách là phe Trump/Pence nhận được 261.043 phiếu bầu so với 150.471 phiếu bầu cho Dân chủ Biden/Harris. South Dakota là một trong những bang thuần chủ chốt Cộng hòa, khi mà ứng cử viên Tổng thống cuối cùng của Đảng Dân chủ giành chiến thắng ở tiểu bang này là Lyndon Johnson vào năm 1964.
Sau bạo loạn 2021 ở Điện Capitol của Hoa Kỳ vào ngày 6 tháng 1 năm 2021, Kristi Noem đã lên tiếng phản đối bạo lực, nói rằng, "Tất cả chúng ta đều có quyền biểu tình một cách hòa bình. Bạo lực không phải là một phần của điều đó". Vào tháng 2 năm 2021, bà tham dự Hội nghị Hành động Chính trị Bảo thủ ở Orlando, Florida với tư cách là một trong những diễn giả cho sự kiện này. Bài phát biểu của bà đã chỉ trích các lệnh của Thống đốc New York Andrew Cuomo tại viện dưỡng lão trong Đại dịch COVID-19 cũng như các chính sách của Anthony Fauci và đương kim Tổng thống Joe Biden.

## Lịch sử tranh cử
Tính đến năm 2021, Kristi Noem đã tham gia bảy kỳ bầu cử cho các vị trí Hạ nghị sĩ tiểu bang, Hạ nghị sĩ Hoa Kỳ và Thống đốc South Dekota. Bầu đều giành chiến thắng trong tất cả các kỳ.

## Đời tư
Kristi Noem kết hôn với Bryon Noem năm 1992, ở tuổi 20. Bà sống cùng với chồng và ba đứa con của họ trên Trang trại Thung lũng Racota gần Castlewood, South Dakota. Bà là một người theo đạo Tin lành Mỹ.